# Pidonia atripennis
Pidonia atripennis är en skalbaggsart som beskrevs av Hayashi 1978. Pidonia atripennis ingår i släktet Pidonia och familjen långhorningar.
Artens utbredningsområde är Taiwan. Inga underarter finns listade i Catalogue of Life.